# Lil Scrappy
Darryl Richardson (* 19. leden 1984, Atlanta, Georgie), spíše známý jako Lil Scrappy je americký rapper a zakladatel labelu G'$ Up Rec.. Objevil ho rapper a producent Lil Jon, který ho upsal pod svůj label BME Records. Jeho debut vyšel v dvojalbu společně s rapperem Trillvillem. Díky úspěchu alba poté oba rappeři vydali další vlastní alba.

## Stručná biografie
Narodil se v roce 1984 v Atlantě. V roce 2003 si ho všiml rapper a producent Lil Jon, při jednom z klubových vystoupení. Ten ho poté upsal pod svůj nový label BME Rec., kde nato nahrál několik mixtapů, které mu vybudovaly slušné povědomí. Proto v roce 2004 došlo i na vydání alba. The King of Crunk & BME Recordings Present: Trillville & Lil Scrappy bylo dvojalbum složené ze solo alb rapperů Trillville a Lil Scrappy. Alba se prodalo okolo 500 000 kusů a stalo se zlatým.
Skutečný solo debut byl připraven v roce 2006, kdy ve spolupráci se svým původním labelem BME a novým G-Unit Records připravil album Bred 2 Die, Born 2 Live. Produkci zajistil především Lil Jon, ale i jiní producenti, například Jazze Pha nebo Eminem. Alba se prodalo téměř 700 000 kusů a získalo zlaté ocenění společnosti RIAA. Lil Scrappy byl připraven vydat nové album.
Ovšem ani u BME, ani u G-Unit Rec. nebyl prioritou a proto v roce 2008 z obou labelů odešel. U nezávislého labelu Real Talk Ent. vydal album Prince of the South. Alba se však prodalo jen okolo 20 000 kusů, jak už to u nezávislých děl v hudbě bývá.
Roku 2009 získal smlouvu u labelu rappera Ludacrise - Disturbing Tha Peace, kde začal pracovat na svém druhém studiovém albu nazvaném The Grustle. Z něho byl zveřejněn singl Addicted to Money (ft. Ludacris), singl však nesplnil očekávání labelu, a tak bylo vydání alba odloženo. Proto se Scrappy rozhodl nahrát další nezávislé album u Real Talk Ent., které nazval Prince of the South 2 to bylo vydáno v říjnu 2010. Později byl Scrappy z labelu DTP propuštěn a získal smlouvu u nezávislého labelu J. Wells' Bonzi Records pro jeho album The Grustle, které je nyní plánováno na rok 2012.

## Diskografie

### Studiová alba
| Rok  | Album                                                                                              | Nejvyšší umístění v hitparádě | Nejvyšší umístění v hitparádě | Nejvyšší umístění v hitparádě | Ocenění   |
| Rok  | Album                                                                                              | US 200                        | US Hip-Hop                    | US Rap                        | Ocenění   |
| ---- | -------------------------------------------------------------------------------------------------- | ----------------------------- | ----------------------------- | ----------------------------- | --------- |
| 2006 | Bred 2 Die, Born 2 Live - Vydáno: 5. prosince 2005 - Vydavatel: BME, Reprise, Warner Bros., G-Unit | 24                            | 5                             | 3                             | US: zlaté |

### Nezávislá alba
| Rok  | Album                                                                               | Nejvyšší umístění v hitparádě | Nejvyšší umístění v hitparádě | Nejvyšší umístění v hitparádě | Ocenění |
| Rok  | Album                                                                               | US 200                        | US Hip-Hop                    | US Rap                        | Ocenění |
| ---- | ----------------------------------------------------------------------------------- | ----------------------------- | ----------------------------- | ----------------------------- | ------- |
| 2008 | Prince of the South - Vydáno: 13. května 2008 - Vydavatel: Real Talk Ent.           | -                             | 22                            | 6                             | US: /   |
| 2010 | Prince of the South 2 - Vydáno: 19. října 2010 - Vydavatel: Real Talk Ent.          | -                             | -                             | -                             | US: /   |
| 2012 | The Grustle - Vydáno: 26. června 2012 - Vydavatel: G'$ Up, J. Wells' Bonzi, Fontana | 189                           | 72                            | -                             | US: /   |

### Spolupráce
| Rok  | Album | Nejvyšší umístění v hitparádě | Nejvyšší umístění v hitparádě | Nejvyšší umístění v hitparádě | Ocenění   |
| Rok  | Album | US 200                        | US Hip-Hop                    | US Rap                        | Ocenění   |
| ---- | --- | ----------------------------- | ----------------------------- | ----------------------------- | --------- |
| 2004 | The King of Crunk & BME Recordings Present: Trillville & Lil Scrappy (s Trillville) - Vydáno: 24. února 2004 - Vydavatel: BME, Warner Bros., Reprise | 12                            | 3                             | 8                             | US: zlaté |
| 2009 | Silence & Secrecy: Black Rag Gang (s G'$ Up Click) - Vydáno: 24. února 2009 - Vydavatel: G'$ Up Rec.                                                 | -                             | -                             | -                             | US: /     |

### Úspěšné singly
- 2004 - No Problem
- 2006 - Money in the Bank (ft. Young Buck)
- 2006 - Gangsta Gangsta (ft. Lil Jon)
- 2007 - Oh Yeah (Work) (ft. Sean P & E-40)